# Person
Eine Person ist in der Umgangssprache ein durch seine individuellen Eigenschaften und Eigenarten gekennzeichneter Ausdruck und Erscheinungsbild eines Menschen. Verschiedene Wissenschaften haben ein spezifisches Begriffsverständnis.
Der Begriff der Person ist in nahezu allen kulturellen und wissenschaftlichen Kontexten (Umgangssprache, Literatur, Kunst, Recht, Philosophie, Theologie oder Ethik) präsent. Er wird dabei nicht einheitlich, sondern in den verschiedenen Fachgebieten und auch innerhalb einer einzigen Disziplin unterschiedlich definiert, je nach spezifischem Verständnis des Erkenntnisobjektes bzw. je nach spezifischer Fragestellung. Das aus Person gebildete Nomen Agentis ist das Personal, die Belegschaft von Organisationen. Es bildet das in Komposita wie Personalabteilung, Personalakte, Personalbeurteilung oder Personalbedarfsplanung vorkommende Bestimmungswort. Damit nicht zusammenhängende Begriffe wie Personalausweis, Personalien oder Personalkredit weisen auf die Person als Adressat hin. Personengesellschaft, Einpersonengesellschaft, Personenkult, Personenname, Personenstand oder Personenverkehr wiederum sind Komposita, die durch ihr Bestimmungswort den Bezug zu Personen herstellen.

## Etymologie
Die Herkunft des Wortes Person ist nicht vollständig geklärt; es existieren hierzu verschiedene Theorien. Das Lehnwort Person stammt vermutlich aus dem altgriechischen Wort für das „was man sehen kann“, also Gesicht, Antlitz oder sichtbare Gestalt des Menschen (altgriechisch πρόσωπον prosopon), wo die Einheit des Bewusstseins, des Denkens, Wollens und Handelns ihren Ausdruck findet. Auch die Herkunft aus dem etruskischen „phersu“, das als Beschriftung einer Darstellung eines Zuges Maskierter gefunden wurde, gilt als möglich. Die Ableitung aus dem Etruskischen (mit der Bedeutung „Maske“, „maskierte Figur“ oder „Maskierter“) wurde unter anderem von der Duden-Redaktion übernommen. Phersu war der Eigenname einer Gestalt aus der Unterwelt, die bei Leichenspielen auftrat und sich in einer für sie typischen Verkleidung zu erkennen gab (siehe auch Persephone). Eine weitere Version leitet sich aus dem lateinischen Wort für „Maske des Schauspielers, Bühnenrolle“ ab (lateinisch personare, „durch und durch ertönen, laut erschallen“; beim Schauspiel durch den Mund der Maske sprechen).

## Geschichte
Der Begriff der Person besitzt eine bewegte Geschichte. Ganze Personenkreise waren im Altertum von den Bürgerrechten ausgeschlossen. Fremden, Frauen, Kindern und Sklaven war der volle Personenstatus im Sinn uneingeschränkter Rechtsfähigkeit verwehrt.
Zurückverfolgen lässt sich der Ausdruck „persona“ bis zu Homer, wo er als Bezeichnung für das Gesicht eines Menschen oder gelegentlich eines Gottes, nie jedoch für das Gesicht eines Tieres Verwendung fand. Die Person fand sich seitdem vor allem im Kontext des Theaters, wo sie eine Rolle oder Maske beschrieb. Das Alte Testament beinhaltet eine Vielzahl von Personenzitaten, wobei oft die Richter ohne Rücksichtnahme auf die Person urteilen sollen. So heißt es im 5. Buch Mose über Richter: „Du sollst das Recht nicht beugen und sollst auch die Person nicht ansehen und keine Geschenke nehmen“ (Dtn 16,19 ). Auch das Buch der Sprichwörter lehnt die Rücksichtnahme im Gerichtsprozess ab: „Auch dies sind Worte der Weisen: Die Person ansehen im Gericht ist nicht gut“ (Spr 24,23 ). Jesus Sirach sagte: „Verlass dich nicht auf ein ungerechtes Opfer; denn der Herr ist ein Richter, und vor ihm gilt kein Ansehen der Person“ (Sir 35,15 ). Der Begriff Person entfaltete sich während der trinitarischen und christologischen Diskussionen des 4. und 5. Jahrhunderts. Während dieser theologischen Auseinandersetzungen waren einige philosophische Begriffe nötig, damit die Diskussionen auf einer allen theologischen Schulen gemeinsamen Basis geführt werden konnten. Das Ziel der Diskussion war, die Beziehung, Ähnlichkeiten und Unterschiede zwischen dem Logos Λóγος/Verbum und Gott Vater festzulegen. Der philosophische Begriff von Person ergab sich aus dem Wort „prosopon“ (πρόσωπον) des griechischen Theaters. Daher wurden Christus (der Λóγος/Verbum) und Gott Vater als verschiedene „göttliche Personen“ definiert. Dieser Begriff wurde später auf den Heiligen Geist, die Engel und alle menschliche Wesen angewendet.
Das römische Recht des Altertums unterschied Freie (lateinisch homines liberi) und Sklaven (lateinisch servi). Freie Bürger und freigelassene Sklaven, sofern beide nicht zu den Fremden gehörten, verfügten über alle Bürgerrechte (lateinisch status civitatis). Der Sklave war dagegen rechtsunfähig und stand als Sache im Eigentum seines Herrn (lateinisch dominus), auf ihn fanden die Grundsätze des Sachenrechts Anwendung. Er galt mithin nicht als Rechtssubjekt, sondern als Rechtsobjekt, das im Rahmen des Sklavenhandels veräußert werden konnte. Der Sklave besaß somit auch keine Rechtsfähigkeit, vielmehr unterstand er mit den untergeordneten Mitgliedern der zugehörigen Familie (lateinisch familia) der Außenvertretung des Oberhauptes des Hauses (lateinisch pater familias). Eine zweite Einteilung gab es zwischen Bürgern (lateinisch cives) und Fremden (lateinisch peregrini), letztere waren von sämtlichen Bürgerrechten ausgeschlossen. Nur als Gast (lateinisch hospes) römischer Bürger konnte er über diese am Rechtsleben teilnehmen. Rechtlos war der Fremde als Feind (lateinisch hostis). An der Rechtlosigkeit der Sklaven änderte sich bis Justinian I. nichts, im Lauf der Kaiserzeit wurden Bestimmungen zum Schutz der Sklaven erlassen, die sie vor grundloser Tötung, grausamer Misshandlung, die Sklavinnen auch vor Prostitution schützen sollten.
Frauen besaßen keine öffentlichen Pflichten und Aufgaben (lateinisch officia), sie durften deshalb kein politisches Amt bekleiden, verfügten über kein (aktives oder passives) Wahlrecht, durften nicht Bürge oder Vormund (eingeschränkt auf eigene Kinder) sein und besaßen keine Parteifähigkeit. Die Institutionen des Gaius von etwa 160 nach Christus benutzten die Personen als Abgrenzung zu den drei Rechtsgebieten Personen (lateinisch personae), Sachen (lateinisch res) und Klagemöglichkeiten (lateinisch actiones), was noch heute in vielen Rechtsordnungen gilt. Er kannte bereits ein besonderes Personenrecht (lateinisch ius personarum), das er noch vor den „res“ und „actiones“ an erster Stelle behandelte.
Erst mit der Entwicklung des Personenbegriffs im Mittelalter entstand in Deutschland ein sich hierauf gründendes Personenrecht, so beispielsweise im Jahre 1610. Kaspar Stieler nahm 1691 das Wort Personenrecht in sein Wörterbuch auf. Der Codex Maximilianeus Bavaricus Civilis vom Januar 1756 behandelte das „Recht der Personen“ ausführlich. Das Allgemeine Preußische Landrecht (APL) vom Juni 1794 überschrieb seine 45 Paragrafen umfassenden Regelungen als „Von Personen und deren Rechten überhaupt“. Es definierte: „Der Mensch wird, insofern er gewisse Rechte in der bürgerlichen Gesellschaft genießt, eine Person genannt“ (I 1, §§ 1 ff., APL). Das im Januar 1812 in Kraft getretene österreichische ABGB legt in § 15 ABGB fest, dass sich die Personenrechte teils auf persönliche Eigenschaften und Verhältnisse, teils auf Familienverhältnisse gründen. Auch das seit Januar 1900 geltende deutsche BGB behandelt die Personen bereits in seinem Buch 1, dessen Abschnitt 1 mit „Personen“ überschrieben ist. Das im Januar 1912 in Kraft getretene Zivilgesetzbuch (ZGB) der Schweiz regelt in den §§ 11–51 ZGB die natürlichen sowie in den §§ 52–89c ZGB die juristischen Personen.

## Recht
Person ist im BGB der Oberbegriff für natürliche Personen und juristische Personen, je nachdem, ob ein menschliches Wesen oder eine Personenvereinigung als Rechtssubjekt mit eigenen Rechten und Pflichten gemeint ist.
Neben dem Menschen als natürliche Personen erkennt das BGB die juristischen Personen als Rechtssubjekte an. Natürliche Personen besitzen Rechtsfähigkeit seit ihrer Geburt und sind dadurch Träger von Rechten und Pflichten. Juristische Personen erwerben ihre Rechtsfähigkeit regelmäßig durch Eintragung in eines der bei den Amtsgerichten geführten öffentlichen Register (Verein: § 21 BGB, Aktiengesellschaft: § 41 Abs. 1 AktG, Gesellschaft mit beschränkter Haftung: § 11 Abs. 1 GmbHG, Genossenschaft: § 21 GenG). Aus der Natur der juristischen Person ergeben sich für ihre Rechtsfähigkeit bestimmte Einschränkungen. Während juristische Personen im Zivilrechtsverkehr rechtsfähig sind, bestimmt sich ihre Grundrechtsfähigkeit nach Art. 19 Abs. 3 GG. Demzufolge können juristische Personen Träger von Grundrechten sein, sofern sie auf diese ihrem Wesen nach anwendbar sind, was bei gewissen Grundrechten wie Art. 6 (Ehe, Familie, Erziehung) oder Art. 2 Abs. 2 GG (körperliche Unversehrtheit) ausgeschlossen ist. Im Umkehrschluss bedeutet dies, dass den natürlichen Personen uneingeschränkte Grundrechtsfähigkeit zukommt.
Die rechtliche Einordnung elektronischer Personen (E-Person) ist noch ungeklärt. Es wird diskutiert, ob so genannte autonome Maschinen einen eigenen rechtlichen Status bekommen sollen. Autonome Maschinen sind Maschinen, die selbstständig agieren und dabei flexibel auf Umgebungsdaten reagieren. Es gibt autonome Maschinen mit Körper (etwa Roboter) und autonome Maschinen ohne Körper, so genannte Software-Bots. Ein solcher Schritt hätte unter Umständen zur Folge, dass solche Maschinen Rechte und Pflichten hätten und somit haftbar wären sowie sanktioniert und bestraft werden können müssen. Ferner wäre es möglicherweise illegal, solche Maschinen abzuschalten; vgl. dazu auch die Debatten um die Künstliche Intelligenz (KI). Als Ausweg ist in der Diskussion, solche Maschinen nicht als autonom, sondern als (voll-)automatisch oder zumindest nur als teilautonom zu bezeichnen.
Mit spezifischen Rechtsfragen befassen sich personenbezogene Daten oder das höchstpersönliche Recht.

## Wirtschaft
Das Wirtschaftssubjekt Privathaushalt besteht aus mindestens einer Person. Zur Ermittlung der Lebenshaltungskosten verwenden Statistiker einen Warenkorb, der die Konsumgewohnheiten eines Durchschnittshaushalts mit bis zu vier Personen enthält. Hieraus kann unter anderem die Inflationsrate oder das Durchschnittseinkommen pro Person ermittelt werden. Personen treten im Wirtschaftsleben als Verbraucher, Unternehmer oder Marktteilnehmer auf.
Personal ist der von der Betriebswirtschaftslehre benutzte zusammenfassende Begriff für alle Beschäftigten, die zugewiesene Arbeitsaufgaben erfüllen und durch ihre Arbeitsleistung Personalkosten verursachen. Mit dem Begriff der Privatperson wird klargestellt, dass eine Person ein Eigeninteresse verfolgt und nicht im Auftrag oder als Stellvertreter von Unternehmen oder Behörden im Fremdinteresse oder als Unternehmer handelt.

## Philosophie

### Überblick
Jörg Noller in Online Encyclopedia Philosophy of Nature:
„In der Geschichte der Philosophie lassen sich drei Paradigmen [der Bestimmung einer Person] unterscheiden: (1) Die ontologische Bestimmung der Person als ‚einer vernünftigen Natur individuelle Substanz‘ (Boethius). (2) Die selbstbewusstseinstheoretische Bestimmung der Person als ein Wesen, das ‚sich selbst als sich selbst betrachten kann‘ (John Locke). (3) Die moralphilosophische Bestimmung der Person als ‚Zweck an sich selbst‘ (Immanuel Kant). In der gegenwärtigen analytischen Debatte hat sich der Fokus auf den Zusammenhang von Körperorganismus und Person verschoben. [4] Die Theorie des Animalismus (Eric T. Olson) besagt, dass Personen wesentlich Tiere sind und für ihre Identität geistige bzw. psychologische Eigenschaften keine Rolle spielen. [5] Die Konstitutionstheorie (Lynne Baker) hingegen versucht, die Person als ein natürliches und zugleich selbstbewusstes Wesen zu bestimmen: Der Körperorganismus konstituiert die Person, ohne dass diese mit ihm identisch ist. Sie bildet vielmehr mit ihm eine ‚Einheit ohne Identität‘. [6] Als aussichtsreicher Kandidat, die natürlich-vernünftige Einheit der Person zu denken, hat sich in der jüngsten Debatte der Begriff der personalen Lebensform herausgestellt (Marya Schechtman).“

### Einzelne Bestimmungen
Person im philosophischen Sinn wird von manchen als das Wesen des Menschseins vor dem Hintergrund des abendländischen Denkhorizonts gesehen: Dem Menschen als Person wird eine gewisse Freiheit der Entscheidung und Verantwortlichkeit für sein Handeln zugeschrieben. Andere philosophische Strömungen sehen den Personenbegriff nicht beschränkt auf Menschen.
In der klassischen Philosophie ist die Definition des Boethius der Ausgangspunkt des Verständnisses vom Menschen als Person: Sie ist die unteilbare („individuelle“) Substanz rationaler (vernünftiger) Natur (lateinisch Persona est rationalis naturae individua substantia). Danach liegt der Erscheinung des Menschen als denkendem Lebewesen ein sinnlich nicht wahrnehmbarer, d. h. metaphysischer Wesenskern zugrunde. Seine Definition wird jedoch in der Philosophie als unzureichend angesehen, weil sie den kategorialen Person-Begriff und seinen ontologischen Status nicht betrachte.
„Person“ in diesem Sinne wurde in der mittelalterlichen Philosophie dann öfter mit dem Begriff „unsterbliche Seele“ identifiziert. In der christlichen Religion beispielsweise steht der Begriff der Person sogar für eines der zentralen Wesensmerkmale Gottes. In der Philosophie der Neuzeit (Aufklärung) wurde der Begriff Person als einer substanziellen Realität vielfältig kritisiert und seine metaphysische Dimension argumentativ bestritten. Seit dem 20. Jahrhundert ist überwiegend nicht mehr von einer Substanz die Rede, sondern von Personalität im Sinne eines Existenzials.
Immanuel Kant unterschied deutlich zwischen dem Begriff der Person als Vernunftwesen und der „unsterblichen Seele“ als reiner Vernunftbegriff. „Person ist dasjenige Subjekt, dessen Handlungen einer Zurechnung fähig sind.“ Eine Person ist „keinen anderen Gesetzen, als denen, die sie (entweder allein oder wenigstens zugleich mit anderen) sich selbst gibt, unterworfen […].“
In modernen philosophischen Strömungen sind Personen die Subjekte der Ethik. Manche Ethiker, so Peter Singer, unterscheiden zwischen Mensch und Person. Diskursethisch lasse sich dies so begründen, dass nur der Mensch als Person gelten kann, der in der Lage ist, sich im Diskurs zu äußern. Kritiker wie Robert Spaemann stellen Singers Unterscheidung zwischen Mensch und Person in Frage, besonders wegen der Graduierungsunmöglichkeit zwischen ‚etwas‘ und ‚jemandem‘; ihnen gilt die biologische Zugehörigkeit zur Gattung Mensch als alleiniges Kriterium für Personalität. Auch Vertreter des Naturrechts argumentieren, dass dem Menschen – durch seinen Geist – von Anfang an und in allen Situationen (also etwa auch im Koma) das Personsein und damit seine besondere Würde zukomme.
Romano Guardini definierte: »Person ist sich selbst besitzender Geist. Sich selbst besitzend in der Eigengehörigkeit des Bewußtseins und der Freiheit; in der Eigengehörigkeit des einmaligen Soseins«.
In besonderem Maße hat die Philosophie des Personalismus den Begriff Person definiert, nämlich nicht als Bewusstsein des Individuums von sich selbst, sondern als „aktive Subjektivität“ des Einzelnen, durch die er sich selbst hervorbringt. Dieser Status wird prinzipiell jedem Menschen zugesprochen; da es ein ethisch-moralisches Prinzip ist, kann es nicht veräußert werden: Der Mensch ist an sich immer Person und soll es zugleich werden, indem er immer mehr von seiner Freiheit Gebrauch macht und sich selbst bestimmt. Die Unterscheidung zwischen Person als Wesensbegriff und Persönlichkeit als Individuation ist unbedingt zu beachten; die Person des Menschen steht in der Hierarchie der innerweltlichen Werte über allen anderen Werten, sei es die Persönlichkeit, die soziale Rolle, die Gemeinschaft oder das biologische Individuum.
Die Christliche Soziallehre sieht in der Personalität neben der Solidarität, Subsidiarität sowie dem Gemeinwohl und der Gerechtigkeit eines der Prinzipien für ein gelingendes menschliches Zusammenleben in Gesellschaft und Staat. Besonders in den 1950er und 1960er Jahren entstand daraus eine personale Pädagogik im katholischen Raum, die auch auf Martin Buber zurückgriff.

## Psychologie
In der Psychologie wird Person synonym zu dem Begriff Individuum verwendet und ist somit Gegenstand jeglicher psychologischer Forschung (Differentielle Psychologie, Persönlichkeit, Einzelpsychologie), da Individuen selbe Merkmale aufweisen. Nach C. G. Jung ist die Person im Sinne der Dialektik „ein psychisches System, welches, im Falle der Einwirkung auf eine andere Person, mit einem anderen psychischen System in Wechselwirkung tritt.“

## Soziologie
Person im soziologischen Sinn bezeichnet ein Individuum, einen Menschen, der soziologisch verschiedene Rollen einnimmt, so z. B. als Eltern- und Geschwisterteil, ein Amt (z. B. als Beamter, Richter), einen Beruf, eine Herkunft (z. B. Volksgruppenzugehörigkeit, Ethnie wie z. B. Kurde, Same, Baske usw.).
In der klassischen Studie Ferdinand Tönnies’ von 1887 Gemeinschaft und Gesellschaft ist „Person“ der Träger sozialer Rollen, insofern dieser die „Gesellschaft“ mit anderen zu eigenem Vorteil willentlich sucht; der Begriff nähert sich damit Marx’ „Charaktermaske“ an. Tönnies hierzu: „Zum Begriff der Person kann von keinen anderen empirischen Subjekten abgezogen werden, außer von den einzelnen Menschen, welche begriffen werden, insofern als jeder ein […] in Gedanken wollender ist, folglich gibt es insoweit wirkliche und natürliche Personen, als Menschen vorhanden sind, welche sich als solche vorstellen, diese 'Rolle' übernehmen und spielen, oder den 'Charakter' einer Person wie eine Maske vor ihr Antlitz halten.“
Der Begriff „Person“ steht bei Tönnies dem Begriff „Selbst“ gegenüber: Letzteres benennt das Selbstbild des Einzelnen, insofern er die „Gemeinschaft“ mit anderen sucht, um sich ihr willentlich einzuordnen.